# Monaster Świętych Konstantyna i Heleny w Swetim Konstantinie i Swetej Elenie
Monaster Świętych Konstantyna i Heleny – prawosławny męski klasztor w uzdrowisku Sweti Konstantin i Sweta Elena w odległości 6 km od Warny, w metropolii warneńskiej i wielkopresławskiej Bułgarskiego Kościoła Prawosławnego.
Monaster został założony w okresie Drugiego państwa bułgarskiego, najprawdopodobniej w XIII lub XIV stuleciu. Po podbiciu ziem bułgarskich przez Turków wspólnota mnisza podupadła i klasztor praktycznie przestał funkcjonować. W 1832 został ponownie otwarty przez mnichów Teodozjusza i Agapiusza. Z czasem monaster ponownie się rozwinął i na pocz. XX wieku posiadał już znaczny majątek ziemski z sadami, łąkami, młynem i winnicami o łącznej powierzchni 1600 ha. Po utworzeniu Egzarchatu Bułgarskiego pozostał w jurysdykcji greckich biskupów warneńskich (eparchii Patriarchatu Konstantynopola), nie przechodząc do bułgarskiej metropolii warneńskiej. W 1880 grecki biskup zgodził się sprzedać obiekty monasterskie księciu bułgarskiemu Aleksandrowi Battenbergowi z przeznaczeniem na rezydencję letnią.
Monaster działał do początku XX w. przy rezydencji władców Bułgarii. Szczególną czcią na jego terenie otaczane było źródło, uważane za cudotwórcze, znajdujące się w pomieszczeniu ołtarzowym głównej cerkwi klasztornej. Następnie wspólnota ponownie przestała istnieć. Cerkiew monasterska była czynna do lat 50. XX wieku, gdy całość zabudowań klasztoru została zaadaptowana na muzeum, a nabożeństwa odbywały się jedynie w sezonie wakacyjnym.
Bułgarski Kościół Prawosławny reaktywował monaster w 1992. W klasztorze zamieszkał archimandryta Serafin, który rozbudował i wyremontował zachowane obiekty.